# Liste de films soviétiques sortis en 1958
Cet article présente une liste de films produits en Union soviétique en 1958.

## 1958
Les titres en français sont en grande majorité des traductions et non les titres attribués par les distributeurs dans les pays francophones.
Pour le classement annuel, la liste des titres a été établie en se basant sur les répertoires des pages Wikipédia en russe documentées par Longs métrages soviétiques. Catalogue annoté complétées par les listes des sites «kino-teatr» et «kinopoisk» d'où le nombre important de films que l'on trouve dans les références.
Pour les titres où l'on manque de précisions, seule l'année est indiquée : année de réalisation, année de sortie ou les deux ?. Bien que cela puisse paraître superflu, 1958 est inscrit pour chacun de ces titres pour montrer que la vérification a été faite.
On remarque que, la plupart du temps, il n'y a pas de première pour les courts métrages ainsi que pour les dessins animés et les documentaires de courte durée.
| Titre                                                                  | Titre original                                                        | Date de sortie                           | Réalisateur |
| ---------------------------------------------------------------------- | --------------------------------------------------------------------- | ---------------------------------------- | --- |
| Acacia blanc                                                           | ru:Белая акация (фильм)                                               | 12 mai 1958                              | Gueorgui Natanson                                                                                                |
| À côté de nous                                                         | ru:Рядом с нами                                                       | 6 janvier 1958                           | Adolf Solomonovitch Bergounker (ru)                                                                              |
| L'Affaire «hétéroclite»                                                | ru:Дело «пёстрых» (фильм)                                             | 21 avril 1958                            | Nikolaï Vladimirovitch Dostal (ru)                                                                               |
| Aiglon                                                                 | ru:Орлёнок (фильм)                                                    | 24 février 1958                          | Edouard Nikandrovitch Botcharov (ru)                                                                             |
| Andreïka                                                               | ru:Андрейка (фильм)                                                   | 25 septembre 1958                        | Nikolaï Ivanovitch Lebedev (ru)                                                                                  |
| Aquarelle (court métrage, 1958)                                        | ru:Акварель (фильм)                                                   | 1er mai 1958                             | Otar Iosseliani                                                                                                  |
| À qui la faute ? (film, 1958)                                          | ru:Кто виноват? (Короткометражный фильм)                              | 1958                                     | Frounze Vaguinakovitch Dovlatian (ru) et Lev Solomonovitch Mirski (ru)                                           |
| À qui la vie sourit                                                    | ru:Кому улыбается жизнь                                               | janvier 1958 à Erevan                    | Levon Guevorkovitch Isaakian (ru)                                                                                |
| Artistes de cirque (documentaire)                                      | ru:Артисты цирка (Документальный фильм)                               | 1958                                     | Leonid Mikhaïlovitch Kristi (ru)                                                                                 |
| Astronautes à quatre pattes (documentaire)                             | ru:Четвероногие астронавты (документальный)                           | 1958                                     | Nikolaï Tikhonov                                                                                                 |
| Au carrefour (dessin animé)                                            | ru:На перекрёстке                                                     | 22 mars 1958                             | Nikolaï Petrovitch Fiodorov (ru)                                                                                 |
| Au plus profond du continent de glace (documentaire)                   | ru:В глубь ледяного континента (документальный)                       | 1958                                     | Zoïa Petrovna Fomina                                                                                             |
| L'Autre Côté (film, 1958)                                              | ru:По ту сторону (фильм, 1958)                                        | 20 octobre 1958                          | Fiodor Ivanovitch Filippov (ru)                                                                                  |
| La Baguette de Koch, ou je ne saurais dire!                            | ru:Палочка Коха, или Я не могла сказать! (короткометражка)            | 1958                                     | Khanan Moïsseïevitch Chmani (ru)                                                                                 |
| Beauté Bien-Aimée                                                      | ru:Краса ненаглядная                                                  | 1958                                     | Vladimir Dmitrievitch Degtiariov (ru)                                                                            |
| Berger                                                                 | ru:Пастух (фильм)                                                     | 18 juin 1958                             | Iskra Leonidovna Babitch (ru)                                                                                    |
| Le Bleu de l'horizon                                                   | ru:Голубой горизонт                                                   | avril 1958 à Vilnius                     | Vytautas Mikalauskas (lt)                                                                                        |
| Bonheur difficile                                                      | ru:Трудное счастье                                                    | 27 octobre 1958                          | Alexandre Stolper                                                                                                |
| Le Bonheur doit être protégé                                           | ru:Счастье надо беречь (1958)                                         | 9 avril 1958                             | Iossif Abramovitch Choulman                                                                                      |
| Botagoz (film, 1957)                                                   | ru:Ботагоз (фильм)                                                    | 8 décembre 1958                          | Iefim Iefimovitch Aron (ru)                                                                                      |
| Bourrasque (film, 1958)                                                | ru:Шквал (фильм, 1958)                                                | 20 décembre 1958                         | Vladimir Borissovitch Feïnberg (ru) et Khouat Aboussentov                                                        |
| Brille, mon étoile                                                     | ru:Гори, моя звезда                                                   | 14 avril 1958                            | Anatoli Alekseïevitch Slessarenko (ru)                                                                           |
| Le But de sa vie                                                       | ru:Цель его жизни                                                     | 18 janvier 1958                          | Anatoli Rybakov (réalisateur)                                                                                    |
| Cela s'est passé à Penkovo                                             | ru:Дело было в Пенькове                                               | 17 février 1958                          | Stanislav Rostotski                                                                                              |
| Ceux qui sont nés dans la tempête                                      | ru:Рождённые бурей (фильм, 1957)                                      | 1er mars 1958                            | Iakov Lvovitch Bazelian (ru) et Artour Iossifovitch Voïtetski (ru)                                               |
| Champignon teremok (dessin animé)                                      | ru:Грибок-теремок                                                     | 1958                                     | Vladimir Polkovnikov                                                                                             |
| Chanson du premier amour                                               | ru:Песня первой любви                                                 | 11 aout 1958                             | Laert Vagharchian et Iouri Aramaïsovitch Ierzinkian (ru)                                                         |
| Chanson intemporelle                                                   | ru:Бессмертная песня                                                  | 6 aout 1958                              | Matveï Izraïlevitch Volodarski (ru)                                                                              |
| Chansons sur le Dniepr                                                 | ru:Песни над Днепром (фильм, 1956)                                    | 23 juillet 1958                          | Alekseï Aleksandrovitch Michourine (ru)                                                                          |
| Chauffeur à contrecœur                                                 | ru:Шофёр поневоле                                                     | 28 juillet 1958                          | Nadejda Kocheverova                                                                                              |
| Les Chemins de la vie (film, 1958)                                     | ru:Дорогами жизни                                                     | 1958                                     | Semion Lipovitch Raïtbourt (ru)                                                                                  |
| Le Cheval qui pleure                                                   | ru:Дорогой ценой                                                      | 31 janvier 1958                          | Marc Donskoï |
| Chtepsel épouse Tarapounka                                             | ru:Штепсель женит Тарапуньку                                          | 1er avril 1958                           | Iefim Iossifovitch Berezine (ru) et Iouri Trofimovitch Timochenko (ru)                                           |
| Cœur de mère (film, 1957)                                              | ru:Сердце матери (фильм, 1957)                                        | 14 janvier 1958 à Erevan                 | Grigori Gueorguievitch Melik-Avakian (ru)                                                                        |
| Comment Semaga a été arrêté                                            | ru:Как поймали Семагу                                                 | 5 avril 1958                             | Pavel Syrov |
| Le Communiste                                                          | ru:Коммунист (фильм)                                                  | 3 février 1958                           | Youli Raizman |
| Connaissance personnelle                                               | ru :Лично известен                                                    | 17 avril 1958                            | Erazm Aleksandrovitch Karamian (ru) et Stepan Agabekovitch Kevorkov (ru)                                         |
| Les Conquérants de la mer (documentaire)                               | ru:Покорители моря (документальный)                                   | 28 mars 1958                             | Roman Karmen |
| Le Conte du garçon-Kibaltchiche (dessin animé)                         | ru:Сказка о Мальчише-Кибальчише (мультфильм)                          | 1958                                     | Alexandra Snejko-Blotskaïa                                                                                       |
| Conversation amusante                                                  | ru:Весёлый разговор                                                   | 30 décembre 1958 à Kiev                  | V. Liakhovetski                                                                                                  |
| Copain (film, 1958)                                                    | ru:Дружок (фильм)                                                     | 17 juillet 1958                          | Viktor Eïssymont                                                                                                 |
| Danses du monde (documentaire)                                         | ru:Танцы мира (документальный)                                        | 1958                                     | Lia Nikolaïevna Derbycheva                                                                                       |
| Dans les ruines du domaine                                             | ru:На графских развалинах (фильм)                                     | 24 mars 1958                             | Vladimir Nikolaïevitch Skouïbine (ru)                                                                            |
| Des cendres                                                            | ru:Из пепла                                                           | 1958                                     | Guelmout Dziouba                                                                                                 |
| D'homme à homme (film, 1958)                                           | ru:Человек человеку...                                                | 18 décembre 1958                         | Grigori Alexandrov                                                                                               |
| Le Dit de Tchapaïev (dessin animé)                                     | ru:Сказ о Чапаеве (1958)                                              | 1958                                     | Mikhaïl Tsekhanovski et Vera Vseslavovna Tchekhanovskaïa                                                         |
| La Dix-huitième année 2e partie de la trilogie Le Chemin des tourments | ru:Хождение по мукам (фильм)                                          | 21 avril 1958                            | Grigori Rochal                                                                                                   |
| Le Don paisible (film) 3e épisode                                      | ru:Тихий Дон (фильм, 1958)                                            | 30 avril 1958                            | Sergueï Guerassimov                                                                                              |
| Les Drapeaux sur les tours                                             | ru:Флаги на башнях (фильм)                                            | 28 juillet 1958                          | Abram Aronovitch Naroditski (ru)                                                                                 |
| L'enquête continue                                                     | ru:Следствие продолжается (фильм, 1958)                               | 1958                                     | Agassi Aroutiounovitch Babaïan (ru)                                                                              |
| L'équipe commence à six heures                                         | ru:Смена начинается в шесть                                           | 25 décembre 1958 en diffusion restreinte | Vsevolod Ivanovitch Voronine                                                                                     |
| L'Erreur de Micha                                                      | ru:Мишина ошибка (фильм, 1958)                                        | 1958                                     | Ivan Chtchipanov                                                                                                 |
| Espiègle (film, 1958)                                                  | ru:Озорник (фильм, 1958)                                              | 1er janvier 1958                         | Karlo Samsonovitch Soulakaouri (ru)                                                                              |
| État d'urgence- Urgence, 2 épisodes                                    | ru:Ч. П. — Чрезвычайное происшествие                                  | novembre 1958 à Kiev                     | Viktor Illarionovitch Ivtchenko (ru)                                                                             |
| Et, comment vas-tu ? (court-métrage)                                   | ru:А, как у вас?                                                      | 1958                                     | Vladimir Fetine                                                                                                  |
| Fainéant (dessin animé)                                                | ru:Бездельниц (мультфильм)                                            | 1958                                     | Avenir Khouskavadze                                                                                              |
| Le Faiseur de miracles de Birioulev                                    | ru:«Чудотворец» из Бирюлёва                                           | 17 juin 1958                             | Boris Rafaïlovitch Epchteïn                                                                                      |
| La Fête de la jeunesse (documentaire)                                  | ru:Фестиваль юности (документальный)                                  | 1958                                     | Mikhaïl Iakovlevitch Sloutski (ru)                                                                               |
| Feuilles rouges (film, 1958)                                           | ru:Красные листья                                                     | 6 décembre 1958                          | Vladimir Vladimirovitch Korch-Sabline (ru)                                                                       |
| Les Feux de Bakou                                                      | ru:Огни Баку                                                          | 16 février 1958                          | Iossif Kheifitz, Rza Tahmasib et Alexandre Zarkhi                                                                |
| La Fiancée venue de l'autre monde                                      | ru:Жених с того света                                                 | 8 juillet 1958                           | Leonid Gaïdaï |
| La Fille du capitaine (film, 1958)                                     | ru:Капитанская дочка (фильм, 1958)                                    | 7 septembre 1958                         | Vladimir Pavlovitch Kaplounovski (ru)                                                                            |
| Les fils prennent la relève                                            | ru:Сыновья идут дальше                                                | octobre 1958 à Tachkent                  | Zaguid Zarifovitch Sabitov (ru)                                                                                  |
| Frappez à n'importe quelle porte                                       | ru:Стучись в любую дверь (фильм, 1958)                                | 7 septembre 1958                         | Maria Nikolaïevna Fiodorova (ru)                                                                                 |
| Frères (film, 1957)                                                    | ru:Братья (фильм, 1957)                                               | 12 septembre 1958                        | Ivan Vladimirovitch Loukinski (ru) et San In Tchklon                                                             |
| Garçon de Naples (dessin animé)                                        | ru:Мальчик из Неаполя                                                 | 12 octobre 1958                          | Ivan Semionovitch Aksentchouk (ru)                                                                               |
| Le Garçon étoile                                                       | ru:Звёздный мальчик (фильм)                                           | 10 janvier 1958                          | Anatoli Alekseïevitch Doudorov (ru) et Evgueni Zilberchtein                                                      |
| Gélatine (documentaire)                                                | ru:Гелати (документальный)                                            | 1958                                     | Lana Gogoberidze                                                                                                 |
| Gloire balte                                                           | ru:Балтийская слава                                                   | 22 février 1958                          | Ian Frid |
| Hirondelle (film, 1957)                                                | ru:Ласточка (фильм)                                                   | 7 ou 8 janvier 1958                      | Grigori Iossifovitch Lipchits (ru)                                                                               |
| L'Histoire des pingouins                                               | ru:Повесть о пингвинах (документальный)                               | 1958                                     | Aleksandr Stepanovitch Kotchetkov                                                                                |
| L'Idiot (film, 1958)                                                   | ru:Идиот (фильм, 1958)                                                | 12 mai 1958                              | Ivan Pyriev |
| Incident à la mine N°8                                                 | ru:Случай на шахте восемь                                             | 14 janvier 1958                          | Vladimir Bassov                                                                                                  |
| Ivan le Terrible (2e partie)                                           | Иван Грозный                                                          | 1er septembre 1958                       | Sergueï Eisenstein                                                                                               |
| La Jeune Fille à la guitare                                            | ru:Девушка с гитарой                                                  | 1er septembre 1958                       | Alexandre Feinzimmer                                                                                             |
| Jeune Fille sans adresse                                               | ru:Девушка без адреса                                                 | 8 mars 1958                              | Eldar Riazanov                                                                                                   |
| La Jeunesse de nos pères                                               | ru:Юность наших отцов                                                 | 14 octobre 1958                          | Mikhaïl Kalik et Boris Rytsarev                                                                                  |
| Jours de juin                                                          | ru:Июньские дни                                                       | 4 mars 1958                              | Kalio Karlovitch Kiïsk (ru) et Viktor Nevejine                                                                   |
| Jours d'octobre                                                        | ru:В дни Октября                                                      | 5 novembre 1958                          | Sergueï Vassiliev                                                                                                |
| Kachtanka                                                              | ru:Каштанка (мультфильм, 1952)                                        | 8 juillet 1958                           | Mikhaïl Tsekhanovski                                                                                             |
| Kiévien (1958), 1er épisode                                            | ru:Киевлянка (1958)                                                   | 3 novembre 1958                          | Timofeï Vassilievitch Lebtchouk (ru)                                                                             |
| Kontsentrat                                                            | ru:Концентрат (короткометражка)                                       | 1958                                     | Andreï Tarkovski                                                                                                 |
| Kotchoubeï (film)                                                      | ru:Кочубей (фильм)                                                    | 2 décembre 1958                          | Iouri Ozerov |
| La Légende du cœur de glace                                            | ru :Легенда о ледяном сердце                                          | 14 octobre 1958                          | Alekseï Nikolaïevitch Sakharov (ru) et Eldar Chenguelaia                                                         |
| Magnifique providence (documentaire)                                   | ru: Великолепная предусмотрительность (документальный)                | 1958                                     | Mikhaïl Aleksandrovitch Averbakh (ru)                                                                            |
| La Maison du chat (dessin animé)                                       | ru:Кошкин дом (мультфильм, 1958)                                      | 1958                                     | Leonid Alekseïevitch Amalrik (ru)                                                                                |
| La Maladie de Milotchkina (court métrage)                              | ru :Милочкина болезн                                                  | 1958                                     | Maria Vikentievna Baguildz                                                                                       |
| Maman est tombée malade                                                | ru:Мама заболела                                                      | 1958                                     | Lev Vassilievitch Ivanov                                                                                         |
| Marin de la « Comète »                                                 | ru:Матрос с «Кометы»                                                  | 29 octobre 1958                          | Isidore Annenski                                                                                                 |
| Mémoire du coeur                                                       | ru:Память сердца (фильм)                                              | 26 mai 1958                              | Tatiana Lioznova                                                                                                 |
| Milice populaire (court métrage)                                       | ru:Народная милиция (короткометражка)                                 | 1958                                     | Gleb Panfilov |
| Miroir magique (documentaire)                                          | ru:Волшебное зеркало (документальный)                                 | 21 décembre 1958                         | Ivan Semionovitch Aksentchouk (ru), Viktor Grigorievitch Komissarjevski (ru) et Leonid Mikhaïlovitch Kristi (ru) |
| Mission spéciale                                                       | ru:Особое поручение                                                   | 21 avril 1958 à Achgabat                 | Evgueni Alekseïevitch Ivanov-Barkov (ru) et Alty Karliev (ru)                                                    |
| Mister Iks                                                             | ru:Мистер Икс                                                         | 2 mai 1958                               | Iouli Ossipovitch Khmelnitski (ru)                                                                               |
| Mon erreur (film, 1957)                                                | ru:Моя ошибка (фильм, 1957)                                           | 14 octobre 1958                          | Ivan Grigorievitch Kobozev (ru)                                                                                  |
| Mon être cher                                                          | ru:Дорогой мой человек                                                | 7 aout 1958                              | Iossif Kheifitz                                                                                                  |
| Mon vaste Pays                                                         | ru:Широка страна моя                                                  | 28 mars 1958                             | Roman Karmen |
| La Mort de Pazoukhine                                                  | ru:Смерть Пазухина (фильм, 1957)                                      | 7 avril 1958 à la télévision             | Grigori Gueorguievitch Nikouline (ru)                                                                            |
| Mozart et Salieri (théâtre filmé)                                      | ru:Моцарт и Сальери                                                   | 1958                                     | Nina Ignatova |
| Le Mystère d'une île lointaine (dessin animé)                          | ru:Тайна далёкого острова                                             | 23 mars 1958                             | Zinaïda Semionovna Broumberg (ru) et Valentina Semionovna Broumberg (ru)                                         |
| Notre doux docteur                                                     | ru:Наш милый доктор                                                   | 12 juin 1958                             | Chaken Kenjetaïevitch Aïmatov (ru) et Aleksandr Iakovlevitch Karpov (ru)                                         |
| Nous suivons le soleil (animation)                                     | ru:Мы за солнышком идём                                               | 1er janvier 1958                         | Vladimir Dmitrievitch Degtiariov (ru)                                                                            |
| Nouvelle attraction                                                    | ru:Новый аттракцион                                                   | 12 mai 1958                              | Boris Doline |
| Les Nouvelles Aventures du chat botté                                  | ru:Новые похождения Кота в сапогах                                    | 27 mai 1958                              | Alexandre Rou |
| Nuit d'angoisse                                                        | ru:Tревожная ночь                                                     | 10 novembre 1958 à la télévision         | Tatiana Borissovna Berezantseva (ru)                                                                             |
| Nuits blanches (téléfilm)                                              | ru:Белые ночи (телефильм)                                             | 20 décembre 1958 à la télévision         | Merab Djaliachvili                                                                                               |
| Oleko Dounditch                                                        | ru:Олеко Дундич (фильм)                                               | 25 septembre 1958                        | Leonid Loukov |
| On ne lui a rien appris de mal                                         | ru:Ничему плохому не учили                                            | 1958                                     | Iouri Vassilievitch Golovine                                                                                     |
| Oreilles d'or (dessin animé)                                           | ru:Золотые колосья (мультфильм)                                       | 1er janvier 1958                         | Leonid Varsanofievitch Aristov (ru) et Olga Khodataïeva                                                          |
| Organisation de rencontres pour mariage sur Gontcharovka (1958)        | uk:Сватання на Гончарівці (фільм)                                     | 1958                                     | Ihor Fedorovytch Zemhano (uk)                                                                                    |
| L'Orient arabe dans l'art et les monuments culturels (documentaire)    | ru:Арабский восток в искусстве и памятниках культуры (документальный) | 1958                                     | Zoïa Paavlovna Touloubieva                                                                                       |
| Pages d'une histoire (court métrage)                                   | ru:Страницы из рассказа (короткометражка)                             | 19 mai 1958                              | Boris Nikolaïevitch Kryjanovski (ru) et Mikhaïl Ivanovitch Terechenko                                            |
| Pages du passé                                                         | ru:Страницы былого                                                    | 29 avril 1958                            | Vladimir Aleksandrovitch Kotchetov (ru) et Evgueni Tachkov                                                       |
| Le Paquet de « Kazbek »                                                | ru:Пачка «Казбека»                                                    | 21 juillet 1958 à Bakou                  | Rachid Salimovitch Atamalibekov                                                                                  |
| Pas à sa place                                                         | ru:Не на своём месте                                                  | 1958                                     | Gleb Nikolaïevitch Komarovski (ru)                                                                               |
| Pas ça, donc ça                                                        | ru:Не та, так эта (фильм)                                             | 27 janvier 1958                          | Gousseïn Ali ogly Seïdzade                                                                                       |
| Pêcheurs de la mer d'Aral                                              | ru: Рыбаки Арала                                                      | 4 décembre 1958                          | Yoʻldosh Aʼzamov                                                                                                 |
| Petia et le Petit Chaperon Rouge (dessin animé)                        | ru:Петя и Красная Шапочка                                             | 1er janvier 1958                         | Evgueni Nikolaïevitch Raïkovski (ru) et Boris Pavlovitch Stepantsev                                              |
| Pierre et le loup (dessin animé, 1958)                                 | ru:Петя и волк (мультфильм, 1958)                                     | 1958                                     | Anatoli Gueorguevitch Karanovitch (ru)                                                                           |
| La Piste de l'amitié (documentaire, 1958)                              | ru:Арена дружбы (документальный)                                      | 15 mars 1958                             | К. Koulaguina |
| Pluie de printemps (court métrage)                                     | ru:Весенний дождь                                                     | 1er janvier 1958                         | Kira Mouratova et Aleksandr Igorevitch Mouratov (ru)                                                             |
| Pluies (film, 1958)                                                    | ru:Дожди (фильм, 1958)                                                | 18 mai 1958                              | Sergueï Dmitrievitch Kazakov                                                                                     |
| Le Poème de la mer                                                     | ru:Поэма о море                                                       | 4 novembre 1958                          | Ioulia Solntseva                                                                                                 |
| Première Léningrad(documentaire)                                       | ru:Первое ленинградское (документальный)                              | 1958                                     | N. Solovieva |
| Premier jour (film, 1958)                                              | ru:День первый (фильм, 1958)                                          | 4 novembre 1958                          | Fridrikh Ermler                                                                                                  |
| Premier Violon (dessin animé)                                          | ru:Первая скрипка (мультфильм)                                        | 1958                                     | Dmitri Naoumovitch Babitchenko (ru)                                                                              |
| Prochain vol                                                           | ru:Очередной рейс                                                     | 7 septembre 1958                         | Rafaïl Ioulievitch Goldine (ru)                                                                                  |
| Quand les amis sont proches                                            | ru: Когда рядом друзья (1956)                                         | janvier 1958                             | Grigori Alekseïevitch Sarkissov                                                                                  |
| Quatre (film, 1957)                                                    | ru:Четверо                                                            | 8 avril 1958                             | Vassili Sergueïevitch Ordynski (ru)                                                                              |
| Récits sur Lénine                                                      | ru:Рассказы о Ленине (фильм)                                          | 17 avril 1958                            | Sergueï Ioutkevitch                                                                                              |
| La Reine Elizabeth de Belgique en Union soviétique (documentaire)      | ru:Королева Бельгии Елизавета в Советском Союзе (документальный)      | 1958                                     | Aleksandra Iakovlevna Rybakova (ru)                                                                              |
| Le Renard et le loup (dessin animé)                                    | ru:Лиса и волк (мультфильм, 1958)                                     | 1958                                     | Piotr Nikolaïevitch Nossov (ru)                                                                                  |
| Le Renard rusé (dessin animé)                                          | ru:Обманщик лис (мультфильм)                                          | 1958                                     | Avenir Khouskavadze                                                                                              |
| Rencontres extraordinaires                                             | ru:Необыкновенные встречи                                             | 1958                                     | Archa Ambartchoumova Ovanessova (ru)                                                                             |
| Le Rêve du petit Peeter (dessin animé)                                 | ru: Сон маленького Пеэтера (мультфильм)                               | 1958                                     | Elbert Azguireïevitch Touganov (ru)                                                                              |
| Rita (film, 1957)                                                      | ru:Рита (фильм, 1957)                                                 | 5 mai 1958                               | Ada Neretniece                                                                                                   |
| Les Roches noires                                                      | ru:Чёрные скалы                                                       | 12 juin 1958                             | Aga-Rza Samedovitch Koulnev                                                                                      |
| La Rue de la Jeunesse                                                  | ru:Улица молодости                                                    | 8 juillet 1958                           | Feliks Efimovitch Mironer (ru)                                                                                   |
| La rue est pleine de surprises                                         | ru:Улица полна неожиданностей                                         | 21 janvier 1958                          | Sergueï Ilitch Sideliov (ru)                                                                                     |
| Les Secrets du pêcheur avisé                                           | ru:Тайны мудрого рыболова                                             | 23 janvier 1958                          | Leonid Aleksandrovitch Antonov (ru)                                                                              |
| Sergueï Eisenstein (documentaire, 1958)                                | ru:Сергей Эйзенштейн (1958)                                           | 1958                                     | Vassili Vassilievitch Katanian (ru)                                                                              |
| Son heure viendra                                                      | ru:Его время придёт                                                   | 17 décembre 1958                         | Majit Sapargadievitch (ru)                                                                                       |
| Sous l'aigle royal                                                     | ru:Под золотым орлом                                                  | 27 janvier 1958                          | Maria Afanassieva                                                                                                |
| Sous le ciel des anciens déserts                                       | ru:Под небом древних пустынь                                          | 1958                                     | Vladimir Adolfovitch Chneïderov (ru)                                                                             |
| Sous le ciel étouffant                                                 | ru:Под знойным небом                                                  | 26 juin 1958                             | Liatif Bachir ogly Safarov                                                                                       |
| Sportlandia (dessin animé)                                             | ru:Спортландия                                                        | 1958                                     | Aleksandr Vassilievitch Ivanov (ru)                                                                              |
| Sur la Tisza                                                           | ru:Над Тиссой (фильм)                                                 | 23 décembre 1958                         | Dmitri Vassiliev (réalisateur)                                                                                   |
| Sur le billet de Lénine                                                | ru:По путевке Ленина                                                  | 14 avril 1958                            | Latif Abidovitch Faïziev (ru)                                                                                    |
| Sur ma terre verte                                                     | ru:На зелёной земле моей                                              | 14 décembre 1958                         | Igor Chichov et Richard Viktorov                                                                                 |
| Tambou-Lambou                                                          | ru:Тамбу-Ламбу (фильм)                                                | 12 avril 1958 à la télévision            | Vladimir Sergueïevitch Bytchkov (ru)                                                                             |
| Terre – Espace – Terre                                                 | ru:Земля — Космос — Земля (документальный)                            | 1958                                     | Тамаrа Lavrova                                                                                                   |
| Le Tourbillon de la vie (film)                                         | ru:Коловращение жизни (фильм)                                         | 27 octobre 1958                          | Iossif Solomonovitch Chapiro (ru)                                                                                |
| Trois Ours (dessin animé, 1958)                                        | ru:Три медведя (мультфильм, 1958)                                     | 1er avril 1958                           | Roman Davydov |
| Trois personnes sont sorties de la forêt                               | ru:Трое вышли из леса                                                 | 10 juin 1958                             | Konstantine Naoumovitch Voïnov (ru)                                                                              |
| Un dimanche incroyable                                                 | ru:Удивительное воскресенье                                           | 19 mai 1958                              | Čeněk Duba (cs)                                                                                                  |
| Un poste élevé                                                         | ru:Высокая должность                                                  | 3 décembre 1958                          | Boris Arievitch Kimiagarov                                                                                       |
| Une Belle Vie (deuxième partie)                                        | Большая жизнь                                                         | 21 décembre 1958                         | Leonid Loukov |
| Une chose simple                                                       | ru:Простая вещь                                                       | 20 février 1958 à la télévision à Moscou | Tamaz Meliava |
| Vassissouali Lokhankine (court métrage)                                | ru:Васисуалий Лоханкин (1958)                                         | 1958                                     | Choukhrat Abbassov et Gueorgui Danielia                                                                          |
| Vers la Mer Noire                                                      | ru:К Чёрному морю                                                     | 30 avril 1958                            | Andreï Toutychkine                                                                                               |
| La Veuve d'Otar                                                        | ru:Отарова вдова                                                      | 28 septembre 1958                        | Mikhaïl Tchiaoureli                                                                                              |
| Le Vieil Homme et la grue (dessin animé)                               | ru:Старик и журавль (мультфильм)                                      | 1958                                     | Roman Katchanov et Anatoli Gueorguievitch Karanovitch (ru)                                                       |
| La ville s'illumine                                                    | ru:Город зажигает огни                                                | 21 juillet 1958                          | Vladimir Venguerov                                                                                               |
| Volontaires                                                            | ru:Добровольцы (фильм)                                                | 20 octobre 1958                          | Iouri Iegorov |